# Tucalif (navire)
Le Tucalif est un navire qui a été construit aux États-Unis durant la Seconde Guerre mondiale.